# Галицький сейм
Га́лицький крайови́й сейм (сойм) — представницько-законодавчий орган (ландтаг) австрійської провінції Королівство Галичини та Володимирії з Великим князівством Краківським, князівством Освенцімським і князівством Заторським. Діяв у 1861-1918 роках (реально працював до 1914, формально ліквідований 1920 року). Будинок Галицького сейму нині є головним корпусом Львівського національного університету імені Івана Франка.

## Історія

### Галицький становий сейм
Попередник Галицького сейму, Галицький становий сейм, діяв у 1782-1790 і 1817-1845 роках. Ця установа була типовим представником шляхетського парламентаризму, притаманного тогочасній Західній і Центральній Європі. Його формували не на основі виборів, а за призначенням цісаря. До складу сейму входили тільки представники аристократії і духовенства: князі, графи, барони, єпископат римо-католицької, греко-католицької, вірменсько-католицької церков і шляхта, що платила щорічний податок не менше, ніж 75 золотих ринських. Міщанство представляли львівський бурґомістр, ректор Львівського університету та один (з 1817 — двоє) зі знатних львів'ян. З 1787 року у Галицькому становому сеймі засідали також представники Буковини. Головою сейму був губернатор. Компетенції сейму обмежувалися виключно рекомендаціями для адміністрації краю. Під час першого періоду свого існування цей орган збирався раз на два роки (у 1782, 1784, 1786, 1788 роках) лише на кілька днів, ухвалював заздалегідь текст подяки цісареві і обирав свій «виконавчий» орган — Станову управу. Ніяких законодавчих ініціатив посли не ухвалювали, зате влаштовували великі бали. Проте навіть така форма парламентаризму не була до вподоби деспотичному цісареві Францові II (1792—1835) і після 1788 року сейм не скликали аж до 1817.
На Віденському конгресі 1814—1815 років австрійський, німецький і російський монархи зобов'язалися надати автономію полякам у складі своїх держав. Від 1817 року сейм скликали щороку, посли обговорювали також політичні проблеми, з 1820-го почали друкувати звіти роботи сейму. Але, оскільки, дискусії були закритими, то зміст засідань не оприлюднювали. Одне з найзнаковіших досягнень у його діяльності — дебати про скасування панщини у середині 1840-х років. Востаннє Галицький становий сейм скликали 1845 року, хоча Станова управа діяла до 1861 р., коли її повноваження перейняла Крайова управа — виконавчий орган нового сейму.

### Створення
«Весна народів», яка прокотилася Австрійською імперією в 1848—1849 роках, спричинила створення нових конституцій для народів, які жили на території монархії. У конституціях були статті про скликання провінційних сеймів на засадах виборчого права, проте цісарський патент від 31 грудня 1851 призупинив чинність конституції.
Поразка Австрії у війні з П'ємонтом і Францією 1859 року, внаслідок чого було втрачено більшість володінь у північній Італії, похитнула авторитет монарха Франца-Йосифа I як усередині імперії, так і за її межами. Щоб задобрити опозицію та національні рухи всередині держави імператор Франц-Йосиф I своїм дипломом від 20 жовтня 1860 року оголосив про відновлення конституції, скликання загальнодержавного парламенту та провінційних сеймів. У неугорській частині імперії права на власні сейми отримали 17 земель. Серед українських територій, окрім Галичини, власний сейм отримала Буковина. 26 лютого 1861 року цісар санкціонував новий проєкт конституції, відомий під назвою «лютневого патенту», який надавав сеймам ще ширші повноваження, ніж попередній проєкт. Правові підстави функціонування Галицького сейму регулював додаток до лютневого патенту № ІІ, літера «о».

### Кінець діяльності
Остання сесія сейму відбулася 1914 року. Через кілька місяців після її завершення почалася Перша світова війна, через що сейм більше не скликався (військові дії відбувалися зокрема не території Галичини, а Львів певний час перебував у окупації). Певний час діяв Крайовий виділ. Після завершення війни Австро-Угорщина розпалася, в Галичині почалася українсько-польська війна, що завершилася перемогою Польщі. Сейм втратив сенс, а виділ замінили нові органи польської адміністрації. 
Остатночо сейм було ліквідовано актом польського Установчого сейму від 30 січня 1920 року про ліквідацію Сейму і Крайового виділу колишнього Королівства Галичини і Володимирії з Великим князівством Краківським. Цим документом було формально ліквідовано Крайовий сейм і Крайовий виділ, а всі їхні права і обов'язки, а також власність під їхнім управління передано польській державі. Також було скликано Тимчасовий виділ самоврядування (пол. Tymczasowy Wydział Samorządowy), що мав виконувати обов'язки Крайового виділу до моменту скликання єдиної адміністрації самоврядування.

## Організація

### Вибори
Порядок виборів визначала «Сеймова виборча ординація», яка була у додатку до лютневого патенту. Розділ І-й — «Про виборчі округи і місця вибору» — визначав виборчі округи. Розділ ІІ-й — «Про право вибору і обрання» — визначав майновий ценз. Заборонялося брати участь у виборах поза своєю курією. Віковий ценз — 24 роки, кандидувати можна було після 30-и років. Позбавлялися права голосу особи, що вчинили злочин, перебували під слідством, банкрути. Час виборів призначало намісництво. Спочатку були вибори у 4-й, потім 2-й, 3-й, наприкінці 1-й куріях. Списки виборців укладало намісництво, кожен виборець мав отримати посвідку із зазначенням часу і місця виборів. Для виграшу кандидат мав набрати абсолютну більшість голосів. Виборча комісія обирала зі свого складу старшого, котрий був зобов'язаний процитувати напам'ять виборцям статті ординації про права і обов'язки виборців, закликати їх до голосування згідно власного сумління і переконань.
Для виборців 1-ї курії — не менше 100 золотих ринських податку з табулярних маєтків. Виборці з першої курії мали привілей голосування через довірену особу. Виборча комісія складалася з 3-х уповноважених до виборів, 2-х — призначених адміністрацією.
У міській (3-й) курії у виборах брали участь перші 2/3 списку платників податків; як у І-й курії, вибори були безпосередніми. Виборча комісія складалась з бургомістра або його заступника, 2-х членів міської ради, 4-х призначених урядовим комісаром осіб. 2-х призначених адміністрацією.
У сільській (4-й) курії вибори були 2-степеневі, право голосу перші 2/3 списку платників податків. Сільські громади спочатку обирали виборців з розрахунку 1 виборець на 500 уповноважених до голосування; якщо їх було більше, дозволялося обрати ще 1-го виборця при умові, що уповноважених до голосування більше, ніж 250; менші громади обирали 1-ну особу. Виборча комісія складалась з 4-х уповноважених до виборів осіб, 3-х призначених урядовим комісаром.
Розділ ІІІ-й — «Про організацію виборів сеймових послів». За організацію виборів відповідали старости (керівники повітових адм.).
У 1890-х роках почався процес ґрунтовної реформи виборчої системи, започаткований українськими послами, продовжений польською лівицею (не завжди в порозумінні). З 1907 р. діяла комісія для виборчої реформи, 1914 р. сейм прийняв ухвалу, внаслідок якої мала зрости кількість укр. репрезентації (не була реалізована через І-у світову, крах Австро-Угорщини).
Згідно неї, загальна кількість послів 228, курії зберігались. Вірилістів — 13, з них 4 українці (резервувалось 1 місце для ректора створюваного укр. університету у Львові). І-а курія 45 (зарезервоване 1 місце для представника великих землевласників-українців); 2-а — 7; 3-я — 58, в тому числі 9 українців (12 послів мали обиратись загальним виборчим правом, в тому числі 3 українці); 4-а — 105 (43 поляки, 34 українці, 14 округів були б 2-мандатові).

### Структура
Сейм налічував 150 послів (за законом 1900 року їхню кількість збільшили до 161). 9 послів отримували мандати автоматично. Серед них так звані «вірилісти»: єпископат усіх 3 обрядів (римо-католицького, греко-католицького та вірменсько-католицького), обидва єпископи перемиські, єпископ тарнівський, єпископ станіславський (цісар наказав створити Станиславівську єпархію Греко-Католицької Церкви ще 1850 року, але першого станіславського єпископа висвячено лише 1885 року); ректори Львівського та Краківського університетів, Львівської політехніки та українського університету, який мав постати в Галичині.
Депутатів обирали за куріальною системою терміном на 6 років, при тому виборці не мали права відкликати депутата. Курій було 4 (з 1897 р. — 5). Обирали 141 посла:
- 44 — з курії великої земельної власності;
- 3 — від торгово-промислових палат (у Бродах, Кракові та Львові);
- 20 — з міської курії;
- 74 — з курії малої земельної власності (сільської).

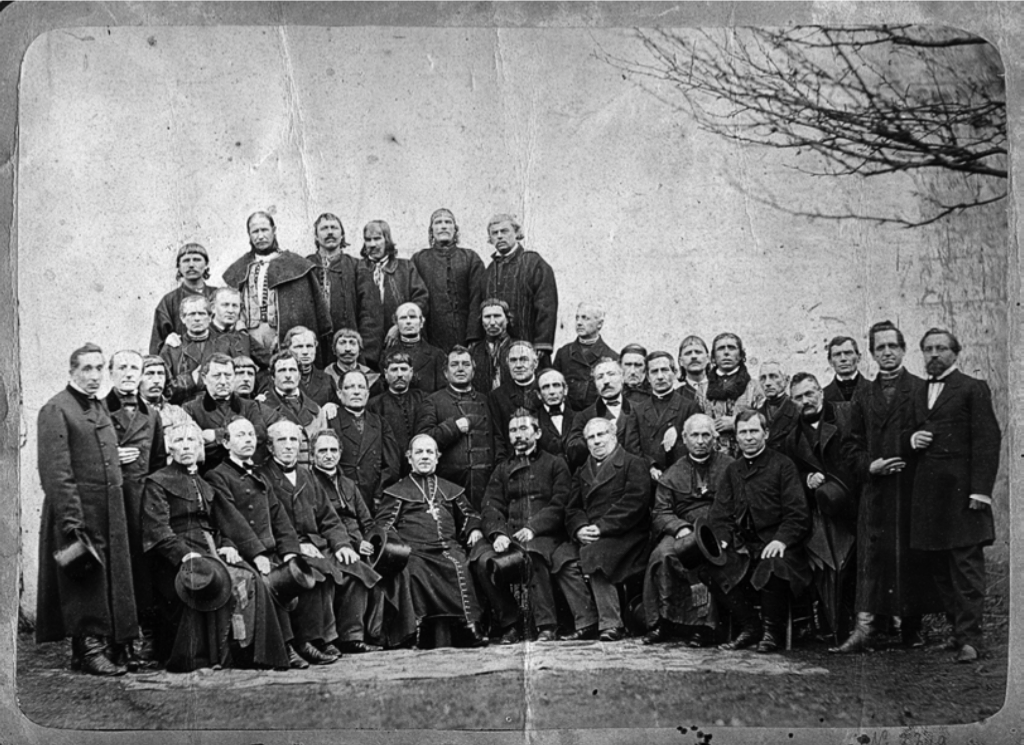
Посли-русини Галицького сейму 1-ї каденції (1861—1867). 1-й р. А.Петрушевич, Я.Кульчицький, А.Яновський, М.Куземський, С.Л-ч, Ю.Лаврівський, М.Качковський, М.Малиновський, А.Юзичинський. 2-й. Я.Шведицький, Ю.Негребецький, М.Демків, Г. Гинилевич, О.Королюк, ?, В.Фортуна, С.Дволінський або І.Загоройко, А.Могильницький, Л.Полевий, І.Борисикевич, А.Стоцький?, Л.Трещаківський, І.Гушалевич, М.Грицак, С.Трохановський, Й.Лозинський, А.Павенцький, А.Добрянський, Т.Павликів, Т.Білоус. 3-й. С.Качала, І. Н., М.Курилович, О.Кравців, І.Дзерович, М.Ковбасюк, М.Устиянович. 4-й. Г.Процак, Я.Лапичак, К.Лепкалюк, М.Старух, М.Лавринович, І.Карпинець

Після підтвердження повноважень більшістю Сейму посол був зобов'язаний присягнути на вірність цісареві, також обіцяв дотримуватися законності та сумлінно виконувати свої обов'язки. Текст присяги: «Я, як крайовий посол для Королівства Галичини й Володимирії разом з Великим князівством Краківським присягаю його цісарсько-королівській Апостольській Милості Цісареві на вірність, послух, дотримуватися законності і сумлінно виконувати свої обов'язки. Так мені, Боже, допоможи!». Після присяги посол подавав маршалкові (маршалові) руку. Спочатку текст читали виключно польською, з 1895 українці домоглися права присягати українською мовою.
Щорічні сесії відбувалися у Львові, здебільшого упродовж місяця. Керували роботою сейму маршалок (спікер, зазвичай із польських аристократів) і віце-маршалок — як правило, українець. Їх призначав імператор. Часто віце-маршалком був галицький греко-католицький митрополит. У перервах між сесіями постійно діяв Крайовий виділ (комітет). Для підготовки законопроєктів створювалися галузеві комісії.
Більшість у сеймі мали польські консерватори. Першими руськими (українськими) депутатами Галицького крайового сейму 1861 року стали 49 осіб. У 1870-х роках кількість українських депутатів різко скоротилася. Згідно з виборчим законом, русини (українці) могли здобути до третини місць (щонайбільше 50). Але, в середньому, обирали від 15 до 30 українських послів.
На виборах у Галицький сейм, що відбулися 8 липня 1913 р., кількість українських депутатів збільшилася майже вдвічі (з 16 до 31). У лютому 1914 р. система виборів до Галицького сейму була ще раз реформована: згідно з новим законом українці мали право на 60 мандатів у сеймі.
Законодавча компетенція сейму відкривала можливості для розвитку національних культур, упорядкування соціально-економічних відносин і системи місцевого самоврядування, узгодження інтересів різних суспільних груп.
Політичне значення сейму перевищувало його компетенцію: він обговорював усі актуальні питання державного та крайового життя, був головною ареною формування українсько-польських взаємин, сприяв утвердженню парламентаризму.

## Учасники

### «Руський клуб» (українські посли)

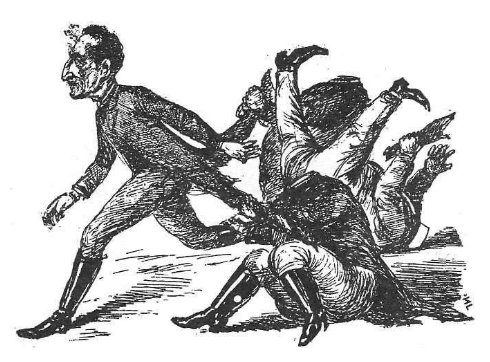
Карикатура на «Руський клуб» з часопису «Зеркало» за 1883 рік

Головна фракція, що об'єднувала українських послів сейму, називалася «Руський клуб». Фракція регулярно проводила збори та ухвалювала позицію для голосування щодо тих чи інших питань.
Упродовж перших двох каденцій «Руський клуб» формально не мав голови. У першій половині XIX ст. склалася традиція, відповідно до якої найавторитетнішим представником галицьких українців був митрополит, тобто він мав би очолювати «Клуб». Проте, наприклад, Григорій Яхимович не приходив на засідання клубу. Як свідчать збережені протоколи засідань «Руського клубу», учасники вибирали щоразу нового голову та секретаря (протоколи писані різними почерками). Більшу активність проявляли митрополит Сильвестр Сембратович і єпископ Юліян Пелеш.
Уперше «Руський клуб» обрав свій постійний керівний орган 1870 року. Головою став крилошанин Йосиф Кульчицький, заступником — Василь Ковальський, секретарями — Федір Білоус і Гавриїл Крижановський. Потім керівництво обирали щоразу на час нового періоду скликання сейму.
До складу фракції належала більшість українських депутатів, але не всі. У 1861—1873 роках декілька селян належало до «Кола польського». Протоколи «Руського клубу» за 1871 р. показують, що перестали з'являтися на засідання прихильники порозуміння з поляками Юліян Лаврівський, Степан Качала, Іван Левицький, ще кілька послів. На знак протесту проти угоди народовців зі «станьчиками» (1890) восени 1892 року з «Руського клубу» вийшли москвофіли. 1894 року вони організували окрему фракцію на чолі з адвокатом Лонгином Рожанковським. 1897 р. троє представників Русько-Української Радикальної партії відмовилися ввійти до складу клубу на чолі з К. Чеховичем.
Загалом мандати до Галицького сейму здобували 185 українців (267 мандатів). Крім того, 14 українців отримали мандати автоматично як вірилісти. Загальний ідейний і партійний поділ українських депутатів усіх скликань:
|                        | 1870-76 | 1877-82 | 1883-89 | 1889-95 | 1895-01 | 1901-08 | 1908-13 | 1913-14 |
| ---------------------- | ------- | ------- | ------- | ------- | ------- | ------- | ------- | ------- |
| Москвофіли             | 35      | 17      | 5       | 8       | -       | 6       | 9       | 1       |
| Народовці              | 3       | 1       | 5       | 11      | 1       | 6       | 16      | 27      |
| Радикали               | -       | -       | -       | 1       | 3       | 1       | 3       | 6       |
| КНРС, «Руська громада» | -       | -       | -       | -       | 13      | 1       | -       | -       |
| Безпартійні            | 3       | 1       | 5       | 3       | 5       | 6       | -       | -       |
| Соціал-демократи       | -       | -       | -       | -       | -       | 1       | -       | -       |

У таблиці не подано складу «Руського клубу» 1861—1869 років, оскільки політичний поділ тоді практично не існував або був дуже умовний і переважна більшість послів належала до москвофілів. Галицькі москвофіли підтримували ідеї консерватизму (серед депутатів перших скликань було особливо багато священиків), панславізму, антилібералізму та зближення з Росією. На початку XX століття москвофілів витіснили народовці, які боролися за визнання національної ідентичності українського народу.
Соціяльна структура українських мандатів:
|                        | 1861-66 | 1867-69 | 1870-76 | 1877-82 | 1883-89 | 1889-95 | 1895-01 | 1901-08 | 1908-13 | 1913-14 |
| ---------------------- | ------- | ------- | ------- | ------- | ------- | ------- | ------- | ------- | ------- | ------- |
| Духовенство            | 22      | 10      | 20      | 7       | 4       | 5       | 3       | 4       | 3       | 4       |
| Селяни                 | 22      | 22      | 11      | 2       | -       | 2       | 3       | 5       | 8       | 6       |
| Судді та інші урядники | 4       | 3       | 5       | 4       | 4       | 5       | 5       | 4       | 6       | 5       |
| Адвокати, нотаріуси    | 1       | -       | -       | 1       | 1       | 4       | 2       | 3       | 7       | 15      |
| Педагоги               | 2       | 2       | 3       | 3       | 3       | 3       | 2       | 1       | -       | 1       |
| Дідичі                 | 1       | 1       | -       | -       | -       | 1       | -       | -       | -       | -       |
| Лікарі                 | -       | -       | -       | -       | -       | -       | -       | -       | 1       | 1       |

### Каденції, маршалки Галицького сейму
| Каденція      | Роки      | Маршалок                    | Термін              |
| ------------- | --------- | --------------------------- | ------------------- |
| I каденція    | 1861-1867 | Леон Людвік Сапега          | 11 квітня 1861—1867 |
| II каденція   | 1867-1869 | Леон Людвік Сапега          | 1867-1869           |
| III каденція  | 1870-1876 | Леон Людвік Сапега          | 1870-1876           |
| III каденція  | 1870-1876 | Альфред Юзеф Потоцький      | 03.1875-12.1875     |
| III каденція  | 1870-1876 | Володимир Дідушицький       | 7.03.1876-1876      |
| IV каденція   | 1877-1882 | Людвік Водзицький           | 1877-1880           |
| IV каденція   | 1877-1882 | Миколай Зиблікевич          | 1880-1881           |
| V каденція    | 1882-1889 | Миколай Зиблікевич          | 1882-1886           |
| V каденція    | 1882-1889 | Ян Дзержислав Тарновський   | 1886-1889           |
| VI каденція   | 1889-1895 | Ян Дзержислав Тарновський   | 1886-1889           |
| VI каденція   | 1889-1895 | Евстахій Станіслав Сангушко | 1890-1895           |
| VII каденція  | 1895-1901 | Станіслав Бадені            | 1895-1901           |
| VIII каденція | 1901-1907 | Анджей Казімєж Потоцький    | 1901-1902           |
| VIII каденція | 1901-1907 | Станіслав Бадені            | 1902-1907           |
| IX каденція   | 1908-1913 | Станіслав Бадені            | 1908-1913           |
| X каденція    | 1913-1914 | Адам Ґолуховський           | 1913-1914           |

## Будинок Галицького сейму
Будівлю звели в 1877-1881 роках за проєктом Юліуша Гохберґера.
Загальний план споруди зумовлений конфігурацією кварталу. Головний фасад виходить на Міський (Єзуїтський) парк — тепер парк імені Франка. Він вирішений у формах зрілого віденського ренесансу. Центральний ризаліт будівлі у формі колонного портика доповнюють скульптурні композицій «Праця» та «Освіта» роботи Теодора Риґера. Йому ж належить і скульптурна композиція «Галичина, Вісла і Дністер», що увінчує антаблемент. В центрі цієї композиції скульптура Галичини заввишки чотири метри. Вона простягає руки над фігурами Дністра та Вісли, що уособлюють схід і захід Королівства Галичини та Володимирії. Алегоричні скульптури на фронтоні будинку, трохи нижче «Галичини», належать різцям Зиґмунта Трембецького (Любові і Справедливості) та Фелікса Мікульського (Правди і Віри). Під ними латинський напис «Patriae decori civibus educandis» (укр. Для окраси батьківщини, для освіти громадян). Над головним входом на рівні другого поверху, розташована лоджія декорована спареними колонами коринфського ордеру. Розвинутий центральний ризаліт підтримують два бокові ризаліти. Симетрично на головному фасаді розташовані два проїзди у внутрішні двори. Від головного корпусу вглиб ділянки розташовані крила.
В центральному крилі, між внутрішніми двориками, знаходяться: шестимаршева сходова клітка, зала засідань, неоренесансне оздоблення яких виконав Леонард Марконі, а також бібліотека, буфет. У залі засідань було 152 місця для депутатів, а журналісти та публіка могли розміститись на галереях. Перед входом до зали стояли скульптури князя Мєшка І, короля Казимира ІІІ, князя Володимира і князя Ярослава Мудрого, які безслідно зникли по Другій світовій війні. 14 червня 1881 року в цій залі вперше у Львові увімкнули електричне освітлення.
1923 року будівлю передали Львівському університету імені Яна Казимира. Після приходу радянської влади цей навчальний заклад перейменовано на Львівський національний університет імені Івана Франка.